# 世界学生ボクシング選手権
世界学生ボクシング選手権（英: World University Boxing Championships）は、国際ボクシング協会 (AIBA) が主催して2年に1度行われる大学生によるボクシングの国際大会である。

## 歴史
大学生による競技大会としてはユニバーシアードがあるが、ボクシングは競技に含まれていなかった（2013年のみ採用）。そこでAIBAは2004年より世界学生選手権として開催することになった。

## 開催地
| 回 | 年     | 開催地                      | 開催期間        |
| -- | ------ | --------------------------- | --------------- |
| 1  | 2004年 | アンタルヤ（ トルコ）       | 11月22日 - 27日 |
| 2  | 2006年 | アルマトイ（ カザフスタン） | 10月3日 - 9日   |
| 3  | 2008年 | カザン（ ロシア）           | 9月20日 - 27日  |
| 4  | 2010年 | ウランバートル（ モンゴル） | 10月4日 - 10日  |
| 5  | 2012年 | バクー（ アゼルバイジャン） | 11月13日 - 18日 |
| 6  | 2014年 | ヤクーツク（ ロシア）       | 9月9日 - 14日   |
| 7  | 2016年 | チエンマイ（ タイ）         | 10月3日 - 8日   |
| 8  | 2018年 | エリスタ（ ロシア）         | 9月1日 - 6日    |